# Тропическа сардина
Тропическата сардина (Sardinella aurita) е риба от семейство Селдови.
Среща се на дълбочина до 150 m по западното и източното крайбрежия на Атлантическия океан, в Средиземно и Черно море.

## Описание
Достига максимална дължина 28 – 30 cm и максимално тегло 58 g. Тялото е издължено, обикновено цилиндрично, но понякога относително сплеснато. Коремът е заоблен, но с видим люспест кил. Оцветяването по гърба е синьо-зелено, а отстрани е сребристо, със златиста линия отстрани по средата на тялото.
Образува пасажи. През нощта често се придвижва към повърхността. Обикновено живее 7 години.